# Politekhnik Erevan
Il Polytekhnik Erevan (o Politekhnik Erevan) è una squadra di calcio a 5 armena che milita nel campionato armeno di calcio a 5. La squadra è una delle sezioni sportive dell'Università Statale di Ingegneria dell'Armenia
Ha vinto tre titoli nazionali di cui quelli 2007 e 2008, partecipando in tutti e tre i casi alla UEFA Futsal Cup, in cui come migliore piazzamento ha ottenuto la qualificazione al tabellone principale nella stagione 2007/2008.

## Rosa 2008-2009
| N. |                    | Ruolo | Calciatore          |
| -- | ------------------ | ----- | ------------------- |
| 3  | Armenia (bandiera) | G     | Gegham Yedigaryan   |
| 4  | Armenia (bandiera) | G     | Vladimir Mkhitaryan |
| 6  | Armenia (bandiera) | G     | Tigran Petrosyan    |
| 7  | Armenia (bandiera) | G     | Romik Simonyan      |
| 8  | Armenia (bandiera) | G     | Artur Karapetyan    |
| 9  | Armenia (bandiera) | G     | Karen Mikaelyan     |
| 11 | Armenia (bandiera) | G     | Arkani Adyan        |
| 18 | Armenia (bandiera) | G     | Artak Harutyunyan   |

## Palmarès
- 3 Campionati armeni: 2004, 2007, 2008